# Maria Rita Soares de Andrade
Maria Rita Soares de Andrade (Aracaju, 3 de abril de 1904 — Rio de Janeiro, abril de 1998) foi uma advogada, feminista e magistrada brasileira. Andrade tornou-se, em 1967, a primeira juíza federal do Brasil. Também foi a primeira mulher a integrar o Conselho Federal da Ordem dos Advogados do Brasil.

## Biografia

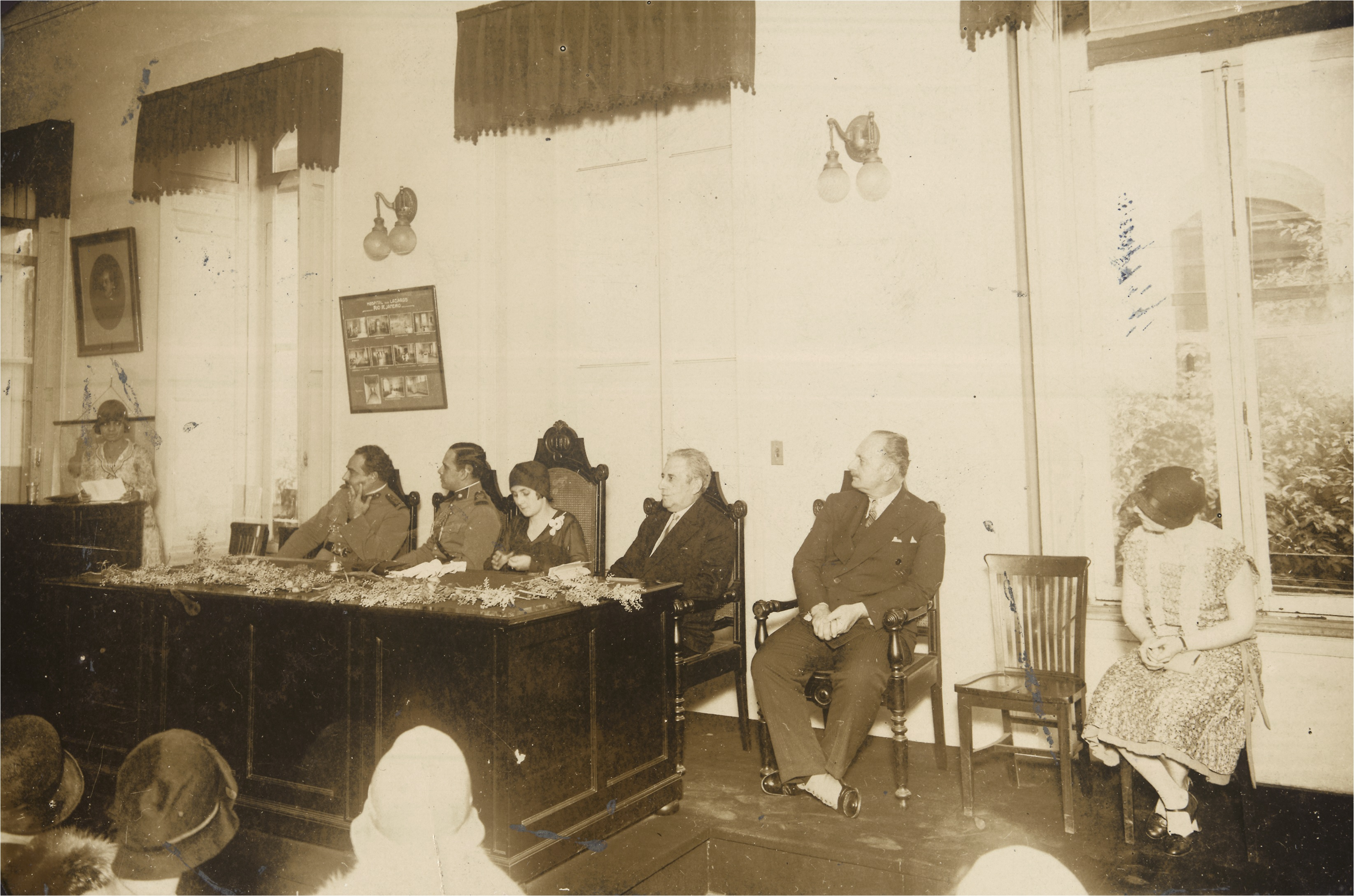
Palestra proferida por Maria Rita Soares de Andrade na Federação Brasileira pelo Progresso Feminino. Arquivo Nacional.

Andrade graduou-se em Direito pela Universidade Federal da Bahia (UFB) em 1926, sendo a única mulher de sua turma e uma das primeiras da Bahia a concluírem a graduação em Direito. Ainda na faculdade, conheceu a feminista Bertha Lutz, passando a defender os direitos das mulheres. De 1926 a 1938, trabalhou como advogada em Sergipe, bem como no Ministério Público e no Conselho Penal e Penitenciário, professora de literatura no Colégio Atheneu Sergipense e de Direito Comercial na Escola do Comércio, além de ter funcionado ad hoc como Procurador da República e Procurador Geral do Estado de Sergipe.   Como jornalista, fundou e dirigiu a revista "Renovação" de 1931 a 1934. Em 1938, mudou-se para a cidade do Rio de Janeiro. Na capital fluminense, foi consultora da Federação Brasileira pelo Progresso Feminino e lecionou no Colégio Pedro II e na Faculdade Técnica de Comércio, da Universidade do Brasil. Além disso, juntamente com outras advogadas, fundou um escritório de advocacia que atuou em casos relacionados a pessoas perseguidas durante a Segunda Guerra Mundial e de militares.
Em 13 de abril de 1964, em sessão extraordinária do Instituto dos Advogados do Brasil (IAB), Andrade fez votos de apoio integral ao Ato Institucional Número 1 (AI-1) juntamente com Balthazar da Silveira, provocando um racha no IAB.
Na vanguarda do feminismo forense, foi a primeira mulher membro do Conselho da Ordem dos Advogados do Brasil, integrando inclusive o Conselho da Guanabara e, por indicação deste, a primeira mulher do Conselho Federal da Ordem dos Advogados.
Em 1965, Andrade foi nomeada pelo Presidente da República, Castello Branco, como juíza federal. Ao tomar posse no cargo em 1967, converteu-se na primeira juíza do Brasil, ficando titular pela 4ª Vara da Seção Judiciária do Estado da Guanabara. Quando completou 70 anos de idade, em 1974, foi aposentada compulsoriamente e voltou a advogar.
Andrade também foi jornalista, fundando a revista Renovação, a qual dirigiu entre os anos de 1931 e 1934, e escreveu artigos para o Jornal do Brasil defendendo suas visões políticas.